# Youssef Anis Abi-Aad
Youssef Anis Abi-Aad Idp (Dfoun, 12 de janeiro de 1940 - 6 de maio de 2017) foi um clérigo libanês e arcebispo maronita de Aleppo.
Youssef Anis Abi-Aad ingressou no instituto secular Istituto del Prado e foi ordenado sacerdote em 18 de junho de 1966.
O Papa João Paulo II o nomeou Arcebispo de Aleppo em 7 de junho de 1997. O Patriarca Maronita de Antioquia e de todo o Oriente, cardeal Nasrallah Boutros Sfe, ordenou-o bispo em 1º de novembro do mesmo ano; Os co-consagradores foram Béchara Raï OMM, Bispo de Jbeil, e Paul Youssef Matar, Arcebispo de Beirute.
O Papa Francisco aceitou sua renúncia antecipada em 11 de novembro de 2013.